# Leabua Jonathan
Joseph Leabua Jonathan (Hlotse, 30 de Outubro de 1914 – Pretória, 5 de abril de 1987) foi o primeiro-ministro do Lesoto, sucedendo à Sekhonyana Nehemia Maseribane.

## Biografia
Nascido em Leribe, Jonathan foi um chefe como muitos outros, bisneto do polígamo Rei Moshoeshoe I do Lesoto. Seu nome "Leabua" significa "as pessoas estão falando sobre você", em função de uma aposta feita por seu pai Chefe Jonathan Molapo quando aldeões sugeriram que o menino devesse ser chamado em referência a seu "verdadeiro" pai, um comerciante indiano, de quem foi alegado que ele tinha herdado o seu cabelo.
Em 15 de janeiro de 1986, um golpe militar liderado pelo Major-General Justin Lekhanya, ironicamente sob pressão tanto do governo do apartheid de Pretória quanto da da facção Leballo do partido Congresso Pan-Africanista da Azânia (um partido sul-africano ferrenhamente anti-apartheid), derruba o governo Jonathan. Leabua Jonathan foi colocado sob prisão domiciliária em agosto de 1986 e morreu de cancer de estômago em 5 de abril de 1987, aos 72 anos de idade.